# Wilfried Steiner

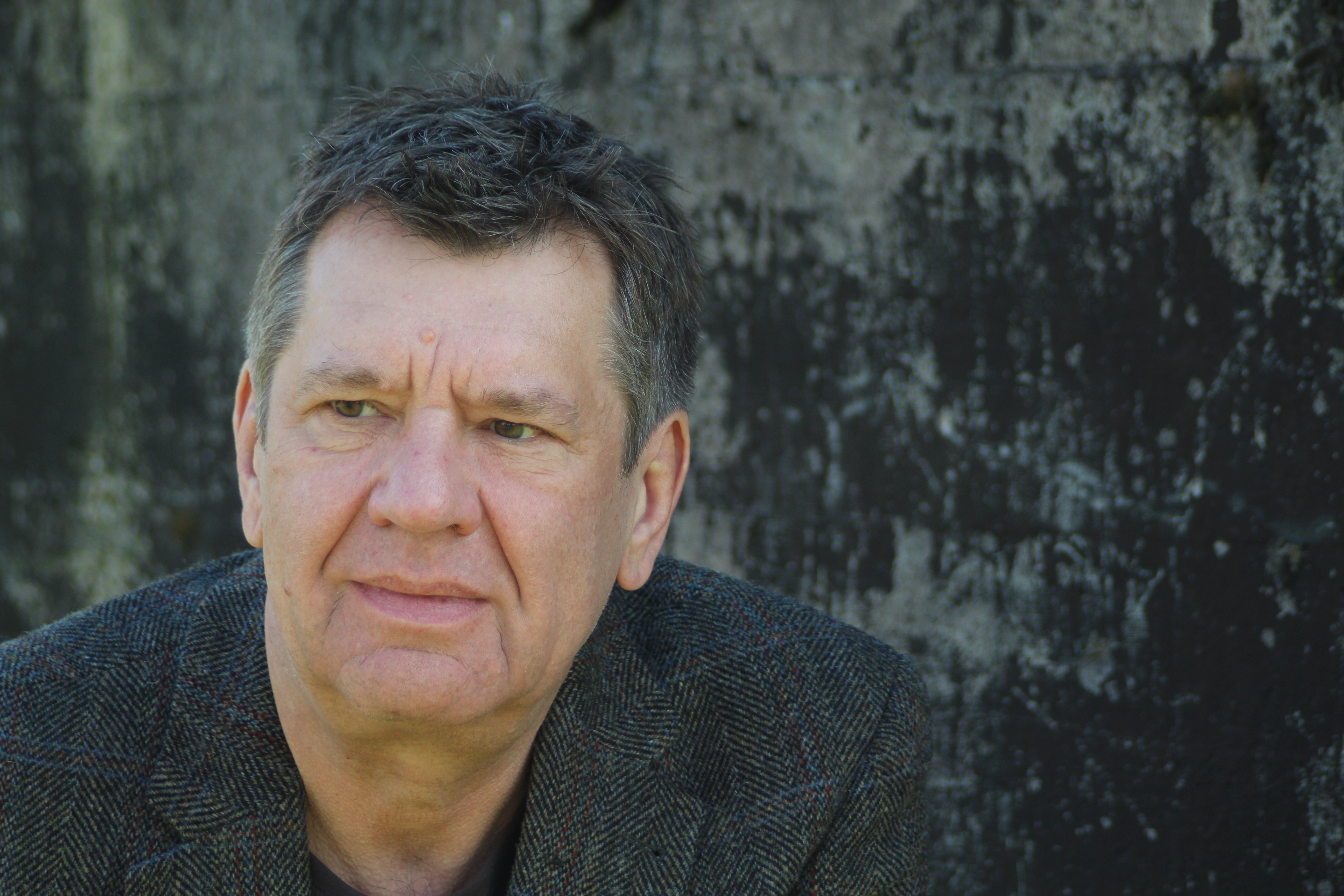
Wilfried Steiner (2021)

Wilfried Steiner (* 18. Dezember 1960 in Linz) ist ein österreichischer Schriftsteller. Er lebt in Linz und verfasst Prosa, Lyrik und Theaterstücke.

## Leben
Wilfried Steiner studierte Germanistik, Anglistik und Amerikanistik an der Universität Salzburg. 1990 promovierte er mit einer Arbeit über die Vorläufer der literarischen Moderne zum Doktor der Philosophie. Seit 1977 veröffentlichte er literarische Texte in Zeitschriften, zum Beispiel in Die Rampe, den Facetten, in Literatur und Kritik. 
Ab 1987 war er Leiter des Salzburger Literaturcafés, von 1989 bis 1999 war er künstlerischer Leiter im Kulturzentrum ARGE Nonntal. Seit 1999 ist er Bereichsleiter für Tanz, Theater, Kleinkunst und Literatur am Linzer Posthof. Wilfried Steiner nahm an zahlreichen Literaturveranstaltungen teil, u. a. 1988 am Festival „Avantgarde“ oder 1993 am Symposium „Musik Macht Politik“.
Er wurde mehrfach ausgezeichnet, 1989 mit dem Georg-Trakl-Förderpreis, 1994 mit dem Förderpreis zum Rauriser Literaturpreis und 2016 mit dem Floriana Literaturpreis. 1993 nahm er am Ingeborg-Bachmann-Wettbewerb in Klagenfurt teil. Für einige Bücher erhielt der Autor Stipendien, z. B. 1999 und 2001 das österreichische Staatsstipendium für Der Weg nach Xanadu, 2005 das Literaturstipendium der Berliner Akademie der Künste oder 2019 das österreichische Projektstipendium für Schöne Ungeheuer.
Steiner ist Mitglied der Grazer Autorenversammlung.

## Werke
- Hornissen in Aspik oder Der Zorn der Mänaden, Linz 1985
- Neu-Fund-Land, Hofheim 1988, ISBN 3-923997-23-X
- Scharlachflug, Hofheim 1990, ISBN 3-923997-46-9
- Gelbfieber, Erzählung, Droschl, Graz [u. a.] 1992, ISBN 3-85420-315-2
- Rausch – Revolte – Resignation, VWGÖ, Wien 1993, ISBN 3-85369-912-X
- The visionary cosmos, Salzburg 1996
- Sieben Jahre Glück[1], Haymon-Verlag, Innsbruck 1997, ISBN 3-85218-236-0
- Der Weg nach Xanadu[2][3], Roman, Insel-Verlag, Frankfurt am Main 2003, ISBN 3-458-17149-5
- Bacons Finsternis[4][5], Roman, Deuticke, Wien 2010, ISBN 978-3-552-06144-6
- Die Anatomie der Träume[6], Roman, Metroverlag, Wien 2015, ISBN 978-3-99300-206-0
- Der Trost der Rache, Roman, Haymon-Verlag, Innsbruck 2017, ISBN 978-3-7099-7276-2
- Gustav Landauer oder Die gestohlene Zeit[7][8], Essay, Limbus Verlag, Innsbruck 2021, ISBN 978-3-99039-208-9
- Schöne Ungeheuer[9][10], Roman, Otto Müller Verlag GmbH, Salzburg 2022, ISBN 978-3-7013-1292-4
- Die wilde Fahrt des Arthur Rimbaud[11], Essay, Limbus Verlag, Innsbruck 2022, ISBN 978-3-99039-225-6

## Herausgeberschaft
- Musik Macht Politik, Zur gesellschaftlichen Relevanz zeitgenössischer Popmusik. Salzburg, Stuttgart 1994 (Co-Herausgeber, mit Beiträgen von Jutta Koether, Diedrich Diederichsen, Markus Binder u. a.)
- Zensur oder freiwillige Selbstkontrolle?, Vom Tabubruch zur politischen Korrektheit.[12] KVV Konkret, Hamburg 1997, ISBN 3-930786-10-9

## Auszeichnungen
- 1989 Georg-Trakl-Förderpreis
- 1990 Talentförderungsprämie des Landes Oberösterreich
- 1990 Preis der Literaturzeitschrift Erostepost
- 1993 Finalist beim Leonce-und-Lena-Preis
- 1994 Förderpreis zum Rauriser Literaturpreis
- 2016 Floriana Literaturpreis[13]